# ماسلینووو
ماسلینووو (به بلغاری: Maslinovo) یک منطقهٔ مسکونی در بلغارستان است که در شهرستان هاسکوفو واقع شده‌است.